# Chatri Rattanawong
Chatri Rattanawong (thailändisch ชาตรี รัตนวงษ์; * 5. Dezember 1993 in Sisaekt), auch als Ole bekannt, ist ein thailändischer Fußballspieler.

## Karriere
Chatri Rattanawong spielte bis Mitte 2016 beim Sisaket United FC. Der Club aus Sisaket spielte in der dritten Liga, der Regional League Division 2, in der North/Eastern Region. Nach der Hinserie wechselte er zum Erstligisten Sisaket FC. Beim Sisaket FC stand er bis Ende 2018 unter Vertrag. 2016 spielte er dreimal in der ersten Liga, der Thai Premier League. 2017 wurde er an seinen ehemaligen Club Sisaket United ausgeliehen. 2019 nahm ihn der Erstligist Chainat Hornbill FC aus Chainat unter Vertrag. In der Saison 2019 absolvierte er 16 Erstligaspiele. Mit Chainat musste er Ende 2019 den Weg in die Zweitklassigkeit antreten. Mit Chainat spielte er bis Ende 2020 in der zweiten Liga. Insgesamt spielte er 28-mal für Chainat. Ende 2020 wechselte er zum Erstligisten Sukhothai FC nach Sukhothai. Am Ende der Saison stieg er mit Sukhothai in die zweite Liga ab. 13-mal stand er für Sukhothai in der Liga auf dem Spielfeld. Zur Rückrunde 2021/22 wechselte er wieder in die erste Liga. Hier schloss er sich in Samut Prakan dem Samut Prakan City FC an. Am Ende der Saison 2021/22 belegte er mit Samut den vorletzten Tabellenplatz und musste somit in die zweite Liga absteigen. Für Samut Prakan absolvierte er elf Erstligaspiele. Nach dem Abstieg verließ er den Verein und schloss sich im Juni 2022 dem Erstligisten Nongbua Pitchaya FC an. Am Ende der Saison 2022/23 musste er mit Nongbua als Tabellenvorletzter den Weg in die Zweitklassigkeit antreten. Nach dem Abstieg verließ er den Verein und schloss sich dem ebenfalls aus der ersten Liga abgestiegenen Lampang FC an. Nach einer Spielzeit, in der er 32 Ligaspiele bestritt, wechselte er im August 2024 zu dem in der North/Eastern Region spielenden Drittligisten Udon United FC.